# Volkswagen ID.3
Volkswagen ID.3 – elektryczny samochód osobowy klasy kompaktowej produkowany pod niemiecką marką Volkswagen od 2019 roku.

## Historia i opis modelu

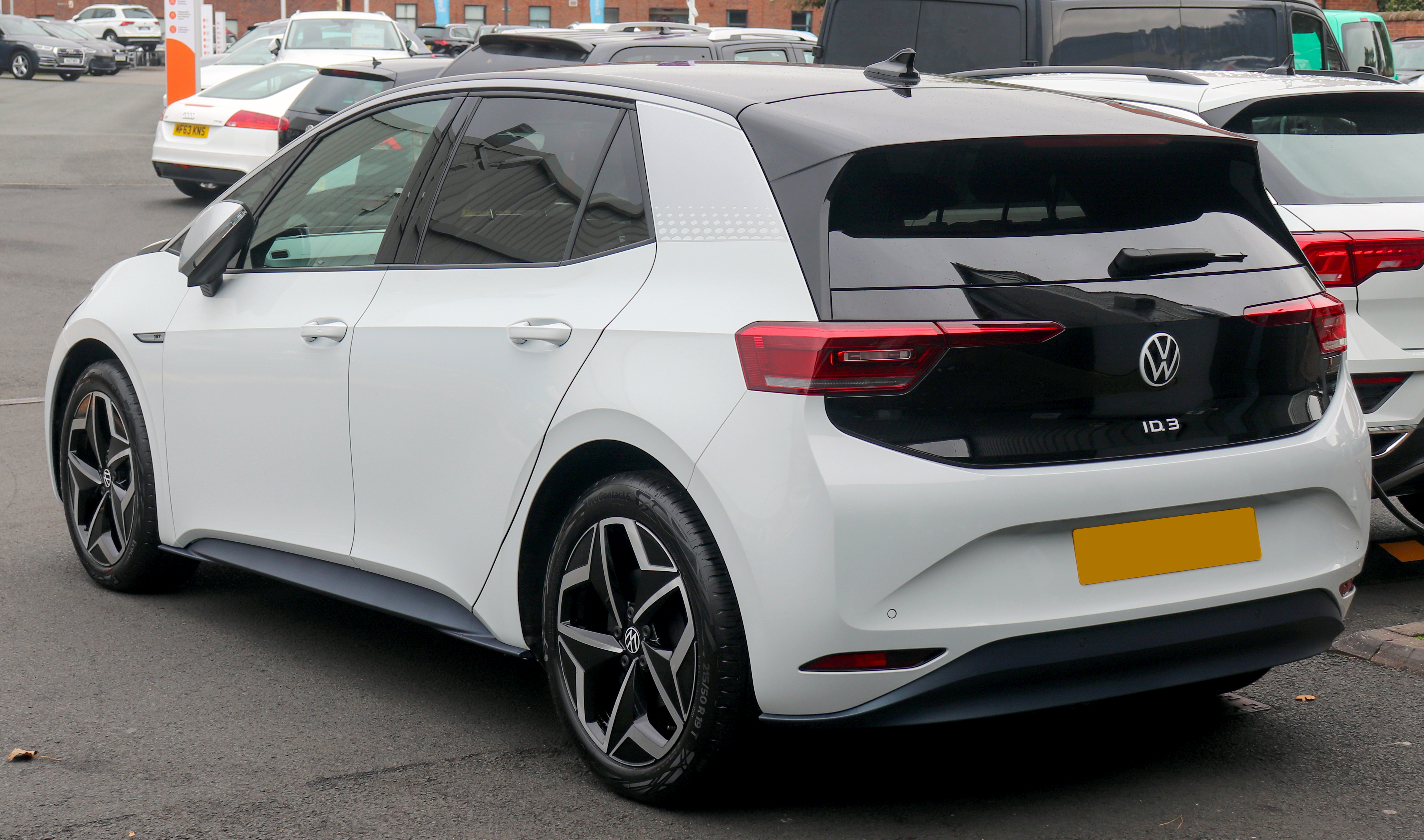
Volkswagen ID.3 - tył

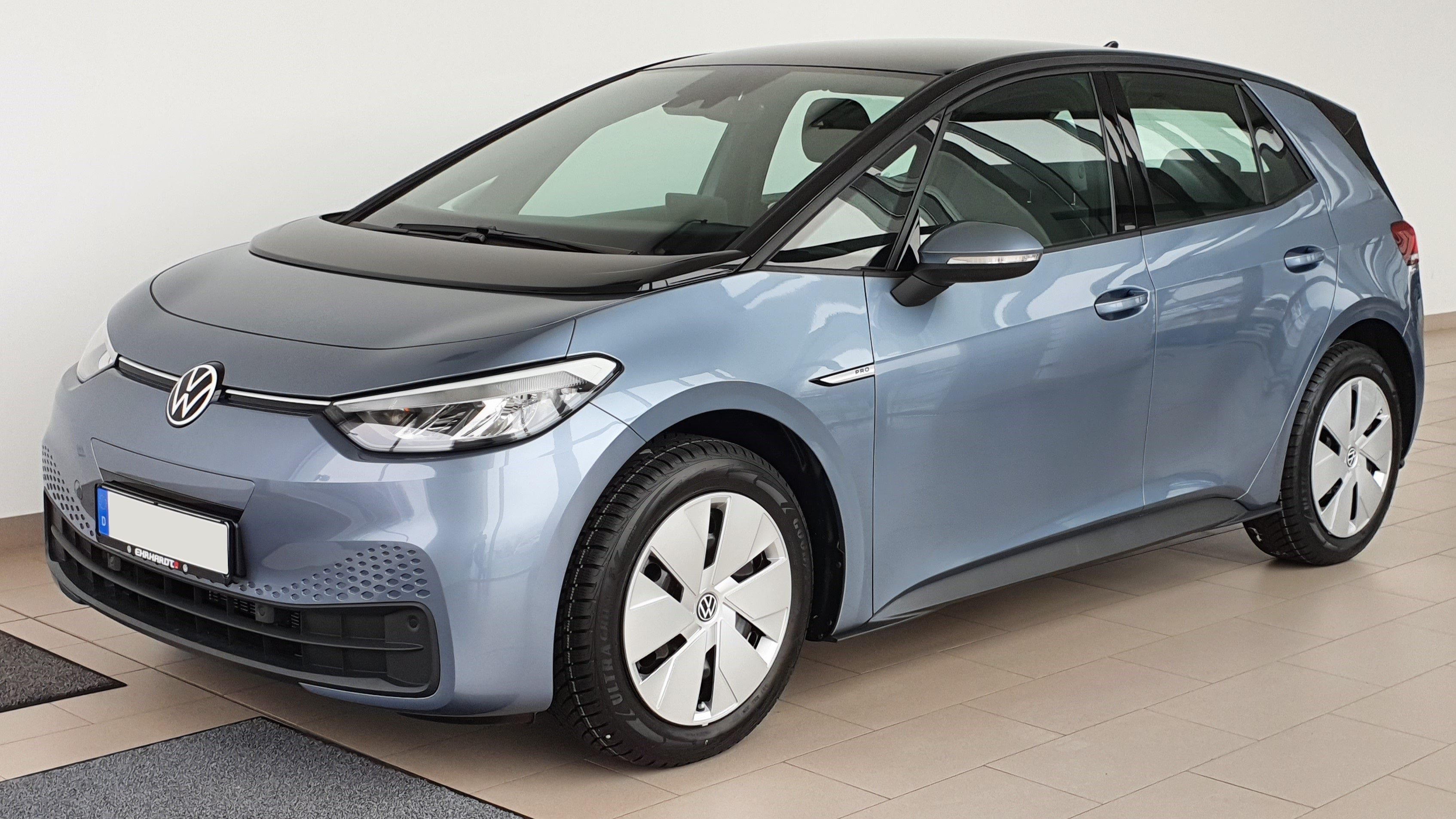
Volkswagen ID.3 Life

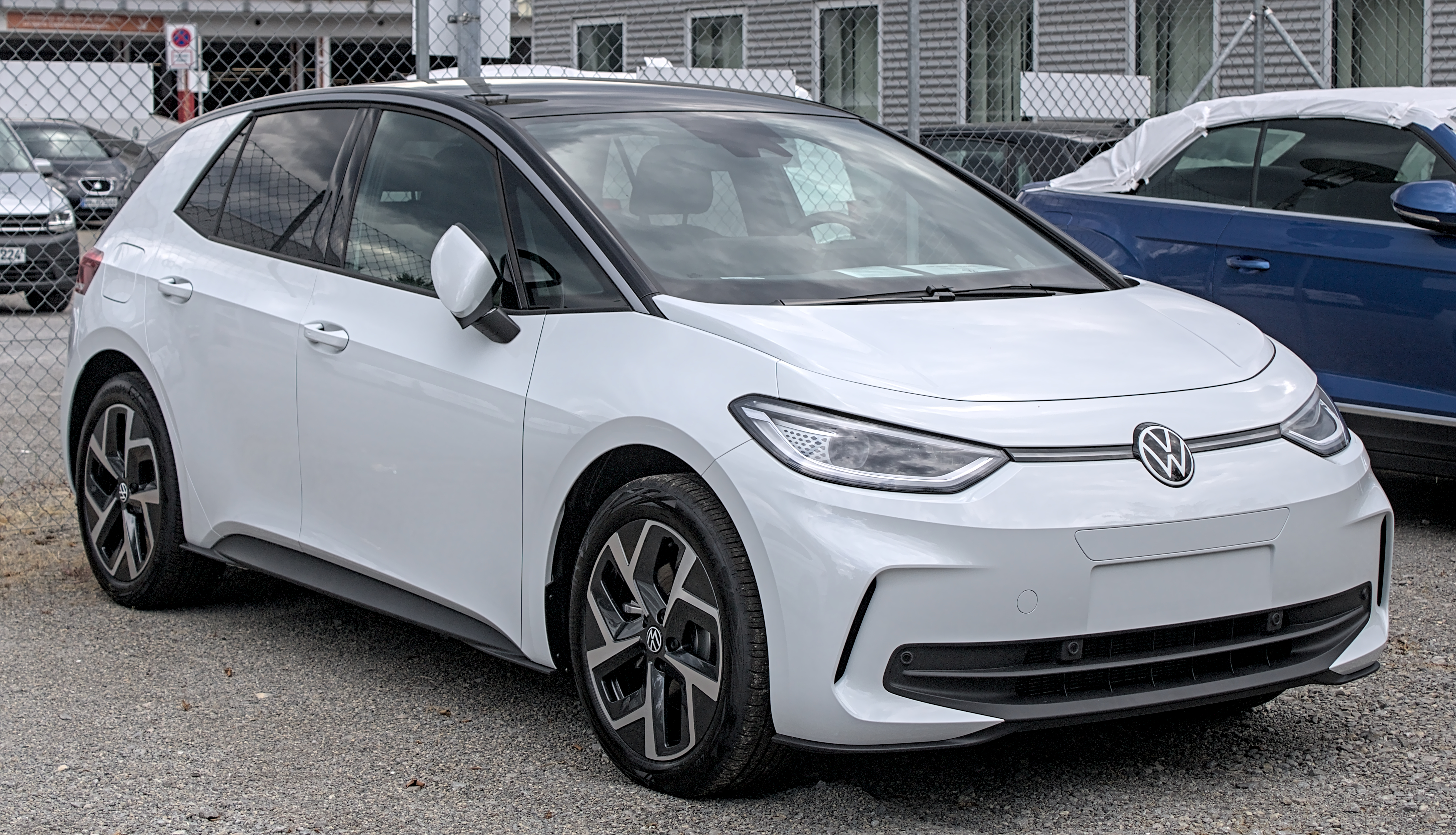
Volkswagen ID.3 po liftingu

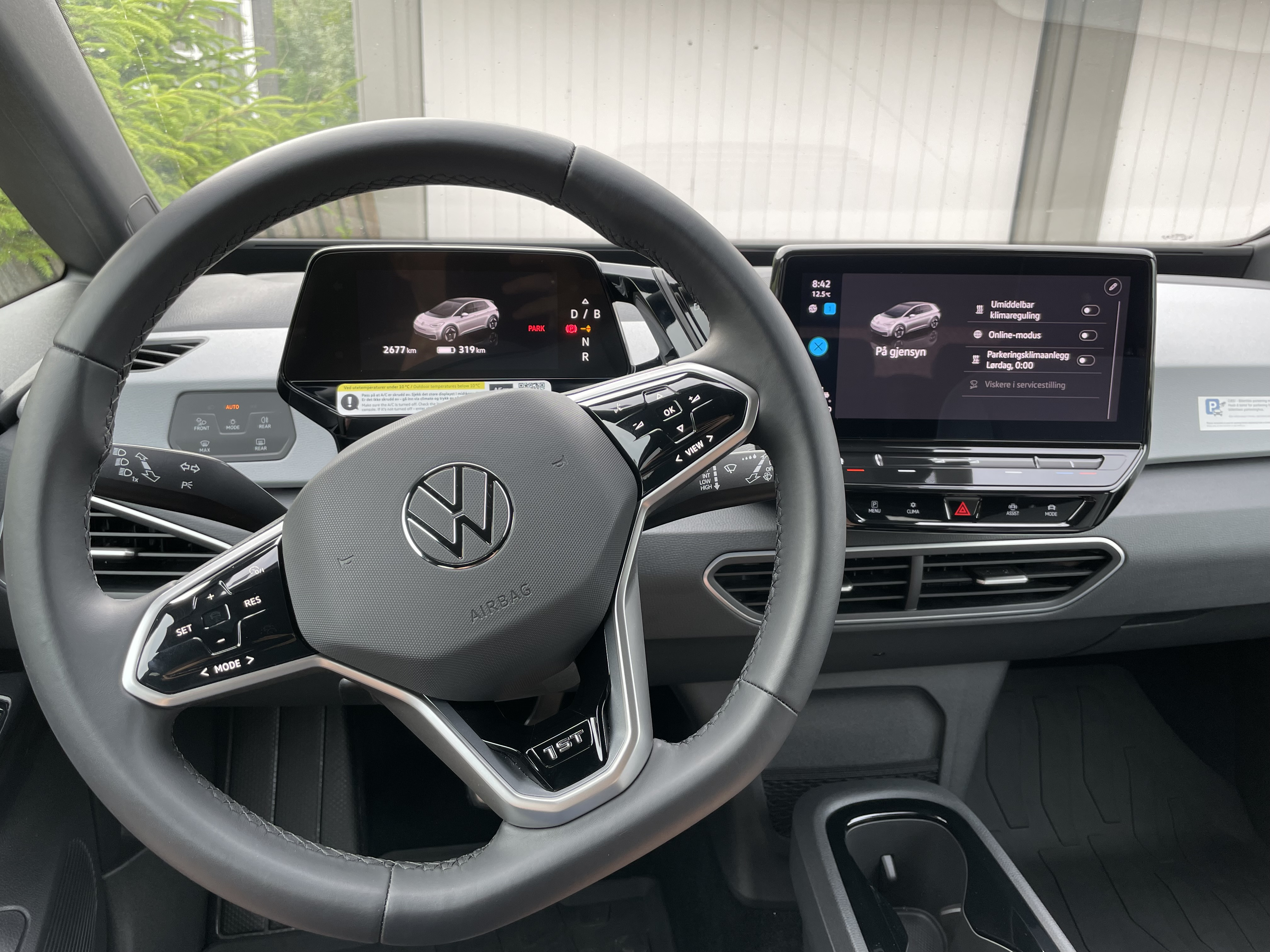
Volkswagen ID.3 - kokpit

Historia powstania pojazdu sięga roku 2016, kiedy to koncern Volkswagen zapowiedział budowę pierwszego od podstaw seryjnie produkowanego auta elektrycznego, przedstawiając bezpośrednio zapowiadający go prototyp Volkswagen I.D. Concept. Prezentacja seryjnej wersji pojazdu, która w obszernym zakresie odtworzyła stylizację tego pojazdu pod nazwą ID.3, odbyła się we wrześniu 2019 roku podczas targów motoryzacyjnych we Frankfurcie.
Samochód zbudowany został na bazie modułowej płyty podłogowej MEB, która wykorzystana została przez koncern Volkswagena do budowy całej gamy modelowej pojazdów elektrycznych różnych marek wchodzących w skład grupy. Pozwala ona na maksymalne rozsunięcie kół dzięki czemu przednie i tylne zwisy ograniczone zostały do minimum. Zestaw akumulatorów zamontowany został w podłodze, a silnik elektryczny umieszczony został płasko tuż nad tylną - napędową osią pojazdu.
ID.3 utrzymane zostało w awangardowym języku stylistycznym dedykowanym linii elektrycznych pojazdów Volkswagen, która wzbogacona  została delikatnymi przetłoczeniami oraz zaokrąglonym tyłem. Każdy pojazd otrzymuje lakierowany na czarno dach oraz pokrywę bagażnika, z kolei oświetlenie Matrix LED dostępne jest w topowych wariantach wyposażenia.
We wnętrzu pojazdu zastosowano dwa wyświetlacze. Ulokowany centralnie ekran systemu multimedialnego stanowi centrum sterowania głównymi funkcjami pojazdu, wyróżniając przekątną 10 cali i łącznością z interfejsami Apple CarPlay i Android Auto. Mniejszy ekran umieszczony za kierownicą pojazdu przekazuje informacje o prędkości, dane z nawigacji satelitarnej oraz systemów bezpieczeństwa zastępują tym samym tradycyjne zegary. Obok ekranu, po prawej, umieszczono dżojstik do zmiany trybów jazdy.

### Lifting
W grudniu 2022 roku producent zapowiedział obszerną restylizację. Oficjalna premiera poliftingowego ID.3 odbyła się wiosną 2023. Dostał oprogramowanie najnowszej generacji, które podniesie wydajność systemu i może być aktualizowane zdalnie (over-the-air). Wyposażenie standardowe jest bogatsze o m.in. 12-calowy ekran systemu infotainment (dziś 10 cali), podwójną podłogę bagażnika oraz konsolę środkową z dwoma uchwytami na napoje. Poziom użytkowania mają poprawić takie funkcje jak Plug&Charge oraz inteligentne planowanie trasy, uwzględniające stacje ładowania. ID.3 na zewnątrz zyskał lekko zmieniony pas przedni z wlotami powietrza w kształcie litery C. Największą rewolucją są materiały użyte w kabinie.

### ID.3 GTX
W marcu 2024 roku zaprezentowany został topowy, wyczynowy wariant sygnowany linią GTX. Pod kątem wizualnym samochód zyskał przeprojektowane zderzaki z innym układem diod LED do jazdy dziennej, czarne kontrastowe dekory, sportowe fotele kubełkowe, a także dodatkowe ospojlerowanie oraz większe alufelgi o 20 lub 21 calach. Wzmocniony układ napędowy rozwinął 286 KM w wersji podstawowej lub 326 KM w odmanie Performance, rozpędzając się od 0 do 100 km/h kolejno w 6 lub 5,6 sekundy i rozwijając do 180 lub 280 km/h. Zasięg na jednym ładowaniu dzięki baterii 84 kWh określono na maksymalnie 600 kilometrów.

### Sprzedaż
Głównym rynkiem zbytu, dla którego zbudowany został Volkswagen ID.3, została Europa Zachodnia oraz Środkowo-Wschodnia. Do produkcji hatchbacka wybrano zakłady w Zwickau we wschodnich Niemczech, które zostały dostosowane wyłącznie do produkcji elektrycznych modeli Volkswagena, a także dodatkowo Szklaną Manufakturę w Dreźnie. Produkcja rozpoczęła się w listopadzie 2019 roku, z kolei pierwszy europejski egzemplarz został dostarczony do klienta w Niemczech we wrześniu 2020 roku, dokładnie rok po debiucie. Wcześniej, na przełomie lipca i sierpnia 2020 uruchomiono zbieranie zamówień na ID.3 także w Polsce, gdzie dostawy rozpoczęły się w czwartym kwartale roku. Przy okazji liftingu z 2023 roku samochód będzie produkowany także w głównej fabryce w Wolfsburgu.
Niespełna dwa lata po debiucie, pod koniec sierpnia 2021 roku Volkswagen ID.3 oficjalnie zadebiutował także na rynku chińskim jako pierwszym poza Europą. Oficjalny debiut odbył się podczas wystawy samochodowej Chengdu Motor Show, z początkiem lokalnej zarówno produkcji, jak i sprzedaży z końcem 2021 roku.

### Wersje wyposażeniowe
- 1ST
- 1ST Plus
- 1ST Max

Podstawowe wyposażenie standardowej wersji 1ST obejmuje m.in. system nawigacji satelitarnej, cyfrowe radio, podgrzewane fotele oraz koło kierownicy, a także 18-calowe futurystyczne alufelgi. Wersja 1ST Plus dodatkowo wyposażona jest m.in. w kamerę cofania, aktywny tempomat, system bezkluczykowy oraz inny wzór tapicerki, gniazda USB-C, ledowe światła matrycowe i 19-calowe alufelgi. Najbogatsza wersja 1ST Max dodatkowo wyposażona została m.in. w wyświetlacz HUD z elementami rzeczywistości rozszerzonej, panoramiczny dach oraz 20-calowe alufelgi.

### Dane techniczne
Za napęd pojazdu odpowiedzialny jest silnik elektryczny dostępny w dwóch wariantach mocy: 150 i 204 KM oraz trzech wariantach pojemności baterii: 45, 58 i 77 kWh, które oferują maksymalnie odpowiednio 330, 420 i 550 kilometrów zasięgu na jednym ładowaniu baterii.
|                                                       | Pure Performance                      | Pro                                   | Pro Performance                       | Pro S                                 |
| ----------------------------------------------------- | ------------------------------------- | ------------------------------------- | ------------------------------------- | ------------------------------------- |
| Okres produkcji                                       | od 01/2021                            | od 11/2020                            | od 11/2019                            | od 07/2020                            |
| Maksymalna moc:                                       | 110 kW (150 PS)                       | 107kW (147 PS)                        | 150 kW (204 PS)                       | 150 kW (204 PS)                       |
| Maksymalny moment obrotowy                            | 275 Nm                                | 275 Nm                                | 310 Nm                                | 310 Nm                                |
| Typ napędu, seryjnie                                  | Napęd tylni                           | Napęd tylni                           | Napęd tylni                           | Napęd tylni                           |
| Skrzynia biegów, seryjnie                             | Dwustopniowa przekładnia jednobiegowa | Dwustopniowa przekładnia jednobiegowa | Dwustopniowa przekładnia jednobiegowa | Dwustopniowa przekładnia jednobiegowa |
| Przyspieszenie, 0–100 km/h                            | 8,9 s                                 | 9,6 s                                 | 7,3 s                                 | 7,9 s                                 |
| Prędkość maksymalna                                   | 160 km/h                              | 160 km/h                              | 160 km/h                              | 160 km/h                              |
| Pojemność baterii, brutto / netto                     | 55 kWh / 45 kWh                       | 62 kWh / 58 kWh                       | 62 kWh / 58 kWh                       | 82 kWh / 77 kWh                       |
| Zużycie paliwa na 100 km, w cyklu mieszanym (wg WLTP) | 15,0 kWh                              | 15,4 kWh                              | 15,4 kWh                              | 15,8 kWh                              |
| Zasięg wg WLTP                                        | 352 km                                | 426 km                                | 426 km                                | 553 km                                |
| Współczynnik cw                                       | 0,27                                  | 0,27                                  | 0,27                                  | 0,27                                  |
| Waga z kierowcą                                       | 1772 kg                               | 1805 kg                               | 1805 kg                               | 1934 kg                               |
| Promień skrętu                                        | 10,2 m                                | 10,2 m                                | 10,2 m                                | 10,2 m                                |